# Bothriembryon glauerti
Bothriembryon glauerti es una especie de molusco gasterópodo de la familia Orthalicidae en el orden de los Stylommatophora.

## Distribución geográfica
Es endémica de Australia.